# Olympische Sommerspiele 1980/Leichtathletik – 4 × 400 m (Frauen)

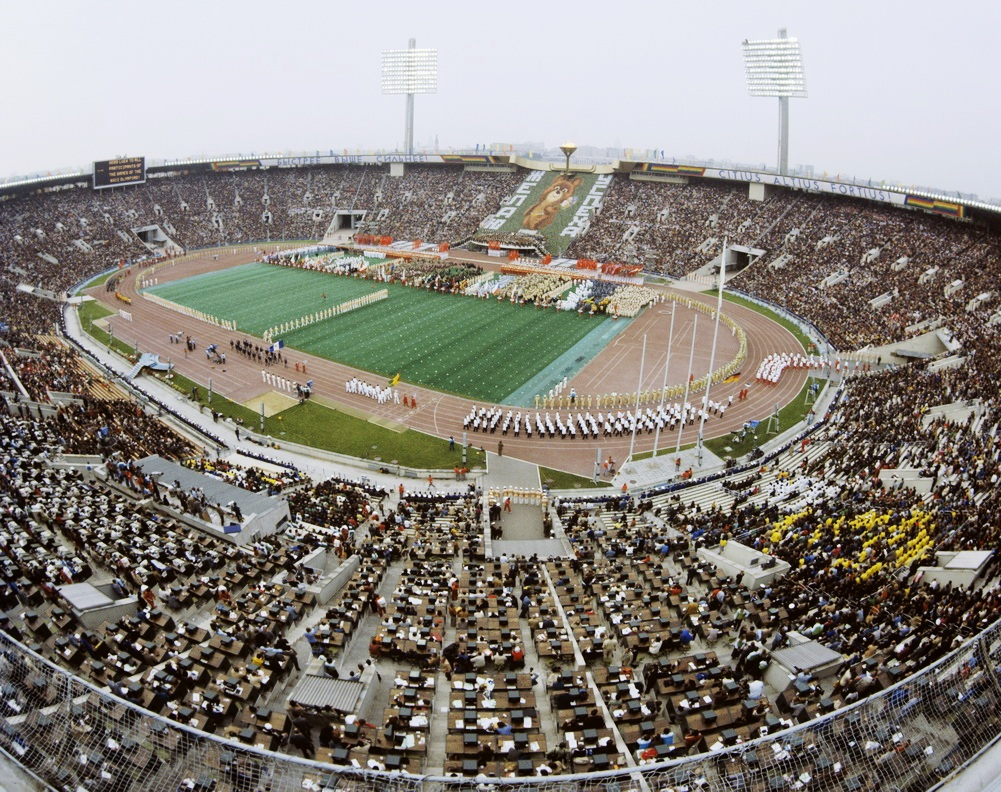
Das Luschniki-Stadion während der Eröffnungsfeier dieser Spiele

Die 4-mal-400-Meter-Staffel der Frauen bei den Olympischen Spielen 1980' in Moskau wurde am 31. Juli und 1. August 1980 im Olympiastadion Luschniki ausgetragen. In elf Staffeln nahmen 47 Athletinnen teil.
Olympiasieger wurde die Staffel der Sowjetunion mit Tetjana Prorotschenko, Tatjana Goischtschik, Nina Sjuskowa und Irina Nasarowa sowie den im Vorlauf außerdem eingesetzten Olga Minejewa und Ljudmila Tschernowa.
Die Silbermedaille ging an die Mannschaft der DDR (Gabriele Löwe, Barbara Krug, Christina Lathan, Marita Koch).
Bronze gewann Großbritannien in der Besetzung Linsey Macdonald, Michelle Probert, Joslyn Hoyte-Smith und Donna Hartley.
Staffeln aus der Schweiz, Österreich und Liechtenstein nahmen nicht teil. Die Staffel der Bundesrepublik Deutschland war wegen des Olympiaboykotts ebenfalls nicht dabei.

## Bestehende Rekorde
| Weltrekord         | 3:19,23 min | DDR (Doris Maletzki, Brigitte Rohde, Ellen Streidt, Christina Lathan) | Finale OS Montreal, Kanada | 31. Juli 1976 |
| Olympischer Rekord | 3:19,23 min | DDR (Doris Maletzki, Brigitte Rohde, Ellen Streidt, Christina Lathan) | Finale OS Montreal, Kanada | 31. Juli 1976 |

Der bestehende olympische Rekord, gleichzeitig Weltrekord, wurde bei diesen Spielen nicht erreicht. Im schnellsten Rennen, dem Finale, verfehlte die siegreiche Sowjetunion diesen Rekord um 89 Hundertstelsekunden.

## Durchführung des Wettbewerbs
Die Staffeln traten am 31. Juli zu zwei Vorläufen an. Die jeweils drei besten Teams – hellblau unterlegt – sowie die beiden nachfolgend zeitschnellsten Mannschaften – hellgrün unterlegt – qualifizierten sich für das Finale am 1. August.

## Zeitplan
31. Juli, 19:35 Uhr: Vorläufe

1. August, 18:20 Uhr: Finale
Anmerkung:
Alle Zeiten sind in Ortszeit Moskau (UTC+3) angegeben.

## Vorrunde
Datum: 31. Juli 1980, ab 19:35 Uhr

### Vorlauf 1
| Platz | Staffel        | Besetzung                                                                                        | Zeit       | Anmerkung |
| ----- | -------------- | ------------------------------------------------------------------------------------------------ | ---------- | --- |
| 1     | Sowjetunion    | Olga Minejewa (Vorlauf) Tatjana Goischtschik Ljudmila Tschernowa (Vorlauf) Tetjana Prorotschenko | 3:25,3 min | |
| 2     | Bulgarien      | Swobodka Damjanowa Rossiza Stamenowa Milena Andonowa Bonka Dimowa                                | 3:28,7 min | |
| 3     | Großbritannien | Linsey Macdonald Michelle Probert Joslyn Hoyte-Smith Donna Hartley                               | 3:29,0 min | Im Offiziellen Bericht wird Janine Macgregor anstelle von Donna Hartley als Schlussläuferin benannt, in allen anderen Quellen findet sich auf dieser Position jedoch Donna Hartley. |
| 4     | Jamaika        | Ruth Williams-Simpson Jacqueline Pusey Cathy Rattray Merlene Ottey                               | 3:31,5 min | |
| 5     | Italien        | Rosanna Lombardo Agnese Possamai Daniela Porcelli Erica Rossi                                    | 3:46,2 min | |

### Vorlauf 2
| Platz | Staffel  | Besetzung                                                               | Zeit       |
| ----- | -------- | ----------------------------------------------------------------------- | ---------- |
| 1     | DDR      | Gabriele Löwe Barbara Krug Christina Lathan Marita Koch                 | 3:28,7 min |
| 2     | Polen    | Grażyna Oliszewska Elżbieta Katolik Jolanta Januchta Małgorzata Dunecka | 3:29,7 min |
| 3     | Ungarn   | Irén Orosz-Árva Judit Forgács Ibolya Petrika (Vorlauf) Ilona Pál        | 3:29,7 min |
| 4     | Rumänien | Ibolya Korodi Niculina Lazarciuc Maria Samungi Elena Tărîţă             | 3:29,8 min |
| 5     | Belgien  | Lea Alaerts Regine Berg Anne Michel Rosine Wallez                       | 3:30,7 min |
| 6     | Nigeria  | Gloria Ayanlaja Kehinde Vaughan Asele Woy Mary Akinyemi                 | 3:36,0 min |

## Finale
Datum: 1. August 1980, 18:20 Uhr
| Platz | Staffel        | Besetzung | Zeit        |
| ----- | -------------- | --- | ----------- |
| 1     | Sowjetunion    | Tetjana Prorotschenko Tatjana Goischtschik Nina Sjuskowa (Finale) Irina Nasarowa (Finale) im Vorlauf außerdem: Olga Minejewa Ljudmila Tschernowa | 3:20,12 min |
| 2     | DDR            | Gabriele Löwe Barbara Krug Christina Lathan Marita Koch                                                                                          | 3:20,35 min |
| 3     | Großbritannien | Linsey Macdonald Michelle Probert Joslyn Hoyte-Smith Donna Hartley                                                                               | 3:27,5 min  |
| 4     | Rumänien       | IIbolya Korodi Niculina Lazarciuc Maria Samungi Elena Tărîţă                                                                                     | 3:27,74 min |
| 5     | Ungarn         | Irén Orosz-Árva Judit Forgács Éva Tóth (Finale) Ilona Pál im Vorlauf außerdem: Ibolya Petrika                                                    | 3:27,86 min |
| 6     | Polen          | Grażyna Oliszewska Elżbieta Katolik Jolanta Januchta Małgorzata Dunecka                                                                          | 3:27,9 min  |
| 7     | Belgien        | Lea Alaerts Regine Berg Anne Michel Rosine Wallez                                                                                                | 3:31,6 min  |
| DNF   | Bulgarien      | Swobodka Damjanowa Rossiza Stamenowa Milena Andonowa Bonka Dimowa                                                                                |             |

Als Weltrekordlerinnen und Olympiasiegerinnen von 1976 waren die Läuferinnen aus der DDR die Favoritinnen. Sie verfügten mit Marita Koch über die 400-Meter-Einzelsiegerin und hatten zudem drei Läuferinnen ins 400-Meter-Finale gebracht. Die stärkste Konkurrenz stellte sicherlich die Mannschaft des Veranstalterlands dar, die wie schon bei den Männern ihre Besetzung nach dem Vorlauf austauschte, hier sogar auf zwei Positionen: für Ljudmila Tschernowa ging Nina Sjuskowa an den Start, und anstelle von Olga Minejewa lief Irina Nasarowa. Auch die Ungarinnen mussten ihre Besetzung in einer Position ändern: für Ibolya Petrika kam Éva Tóth. Das Reglement zu dieser Zeit besagte eigentlich, dass die Staffelbesetzung aus den Vorläufen für das Finale nicht geändert werden durfte. Ausnahmen wurden allerdings im Falle von Verletzungen zugelassen, die hier von den genannten Mannschaften auch als Grund geltend gemacht wurden.
Im Finale ging es enger zu als erwartet. Die sowjetischen Athletinnen mit zwei frischen Läuferinnen lagen lange Zeit gleichauf mit dem DDR-Team. Am Ende der dritten Runde trat Christina Lathan auf die Bahnbegrenzung und kam ins Stolpern. Sie verlor sofort den Anschluss und jetzt konnte sich die sowjetische Staffel einen Vorsprung von knapp zehn Metern erlaufen. Schlussläuferin Marita Koch, Weltrekordlerin und überlegene Einzelläuferin, kämpfte sich noch einmal an Irina Nasarowa heran, doch es reichte nicht mehr, um an ihr vorbeizuziehen. Die Fünfte des Einzelrennens sicherte der sowjetischen Staffel mit circa zwei Metern Vorsprung den Olympiasieg. Auch im Rennen um die Bronzemedaille ging es bis zum Schluss sehr eng zu. Die Britinnen sicherten sich schließlich Platz drei vor Rumänien sowie den zeitgleichen Ungarinnen und Polinnen.
Der sowjetischen Staffel gelang der erste Olympiasieg über 4-mal 400 Meter.

Dem Team aus Großbritannien gelang der erste Medaillengewinn bei Olympischen Spielen in dieser Disziplin.

## Video
- 1980 German International 4x400m relay - women, youtube.com, abgerufen am 3. November 2021